# August Törngren
August Törngren, född 29 december 1844 i Fredsbergs församling, Skaraborgs län, död 2 juni 1906 i Göteborg, var en svensk folkskollärare och riksdagsman. 
Törngren var folkskollärare i Göteborg. Som riksdagsman var han ledamot av andra kammaren.